# Tristearynian glicerolu
Tristearynian glicerolu, stearyna – organiczny związek chemiczny z grupy trójglicerydów, ester gliceryny i kwasu stearynowego. 
Zaliczany jest do tłuszczów zwierzęcych, jest produktem ubocznym przy przetwarzaniu wołowiny. Można go także znaleźć w roślinach tropikalnych. Stosowany głównie do produkcji łoju, z którego wytwarza się mydła i świece. 
Produkcja mydeł polega na reakcji stearyny z wodorotlenkiem sodu w wodzie, w wyniku czego otrzymuje się glicerynę i stearynian sodu, który może być stosowany jako mydło:
C
3H
5(C
17H
35COO)
3 + 3NaOH → C
3H
5(OH)
3 + 3C
17H
35COONa
Stearyna powstaje ubocznie w trakcie ekstrakcji tranu.